# Vincent Yé
Vincent Yé (ur. 19 sierpnia 1966 w Bordeaux) – burkiński piłkarz występujący na pozycji pomocnika.

## Kariera klubowa
Karierę rozpoczynał w 1985 roku w trzecioligowych rezerwach Olympique Lyon. W 1988 roku został zawodnikiem drugoligowego FC Gueugnon. Jego barwy reprezentował przez 4 sezony, a potem odszedł do trzecioligowego FC Sète. W sezonie 1996/1997 spadł z nim do czwartej ligi. W Sète grał do 1999 roku. Potem występował w Entente Perrier Vergèze z piątej ligi, a w 2003 roku zakończył tam karierę.

## Kariera reprezentacyjna
W latach 1996–1997 w reprezentacji Burkiny Faso  rozegrał 8 spotkań. W 1996 roku został powołany do kadry na Puchar Narodów Afryki. Zagrał na nim w meczach ze Sierra Leone (1:2), Zambią (1:5) i Algierią (1:2), a Burkina Faso odpadło z turnieju po fazie grupowej.